# Landkreis Künzelsau
Landkreis Künzelsau is een voormalige Landkreis in de Duitse Deelstaat Baden-Württemberg. Het had een oppervlakte van 342 km² en een inwoneraantal van 33.659 (27.05.1970). Kreisstadt was de stad Künzelsau. Landkreis Künzelsau bestond van 1938 tot aan 1973.

## Buurkreizen
Landkreis Künzelsau grensde in 1972 aan de Landkreis Buchen, Landkreis Crailsheim, Landkreis Heilbronn, Landkreis Mergentheim, Landkreis Öhringen, Landkreis Schwäbisch Hall en Landkreis Tauberbischofsheim.

## Geschiedenis
Het gebied van de Landreis Künzelsau behoorde vóór 1800 tot verschillende heersers, waaronder het vorstendom Hohenlohe, het aartsbisdom Mainz, het bisdom Würzburg, de Duitse Orde en de abdij van Schöntal. Tussen 1803 en 1806 ging het gebied onder Württemberg vallen, waar het aanvankelijk behoorde tot de bovengelegen Oberamten Neuenstein, Nitzenhausen en Schöntal in de cirkel Öhringen. Rond 1810/11 werd het onderdeel van het Oberamt Künzelsau en vanaf 1818 behoorde dit tot Jagstkreis (die in 1924 werd ontbonden). In 1934 werd de Oberamt Künzelsau omgedoopt tot Kreis Künzelsau en in 1938 werd het weer omgedoopt naar de Landkreis Künzelsau. Op datzelfde moment werden enkele gemeenten uit de Kreis toegewezen aan de Landkreizen Schwäbisch Hall en Crailsheim.
Na de vorming van de deelstaat Baden-Württemberg in 1952 werd het opgenomen in het Regierungsbezirk Nordwürttemberg. Op 1 januari 1972 werd de gemeente Muthof opgenomen in de stad Forchtenberg en verhuisde de gemeente zo naar de Landkreis Öhringen.
Met ingang van 1 januari 1973 werd de Landkreis Künzelsau opgeheven en werden de gemeenten in de nieuw gevormde Hohenlohekreis ingedeeld, die de opvolger van de Lankreis Künzelsau werd.

## Gemeenten
Op 1 januari 1971 bevatte de Landkreis 41 gemeenten. Drie daarvan waren steden. Veel gemeenten zijn op 1 januari 1973 opgegaan in een grotere gemeente. De gemeente Jagstberg ging daarentegen op 1 januari 1972 op in Mulfingen. Hieronder staat een lijst van de toenmalige gemeenten:
- Ailringen (nu Mulfingen)
- Altkrautheim (nu Krautheim)
- Amrichshausen (nu Künzelsau)
- Aschhausen (nu Schöntal)
- Belsenberg (nu Künzelsau)
- Berlichingen (nu Schöntal)
- Bieringen (nu Schöntal)
- Buchenbach (nu Mulfingen)
- Criesbach (nu Ingelfingen)
- Crispenhofen (nu Weißbach)
- Diebach (nu Ingelfingen)
- Dörrenzimmern (nu Ingelfingen)
- Dörzbach
- Eberbach (nu Mulfingen)
- Eberstal (nu Ingelfingen)
- Hermuthausen (nu Ingelfingen)
- Hohebach (nu Dörzbach)
- Hollenbach (nu Mulfingen)
- Ingelfingen
- Jagstberg (nu Mulfingen)

- Kocherstetten (nu Künzelsau)
- Künzelsau
- Laibach (nu Dörzbach)
- Laßbach (nu Künzelsau)
- Marlach (nu Schöntal)
- Meßbach (nu Dörzbach)
- Morsbach (nu Künzelsau)
- Mulfingen
- Muthof (nu Forchtenberg)
- Niedernhall
- Nitzenhausen (nu Künzelsau)
- Oberginsbach (nu Krautheim)
- Oberkessach (nu Schöntal)
- Schöntal
- Sindeldorf (nu Schöntal)
- Steinbach (nu Künzelsau)
- Unterginsbach (nu Krautheim)
- Weißbach
- Weldingsfelden (nu Ingelfingen)
- Westernhausen (nu Schöntal)
- Zaisenhausen (nu Mulfingen)